# Labor Day
Labor Day (in italiano Festa del lavoro o Festa dei lavoratori) è una festività nazionale federale degli Stati Uniti d'America che si celebra il primo lunedì di settembre. Si tratta di una variante particolare che rientra nei festeggiamenti del Labour Day che si tengono anche in altre parti del mondo.
La festività ebbe origine in Canada in ricordo delle rivendicazioni denominate Nine-Hour Movement (movimento delle nove ore) che si svolsero ad Hamilton e successivamente a Toronto negli anni Settanta del XIX secolo e che portarono alla stipula del Trade Union Act che nel 1872 legalizzò e tutelò l'attività sindacale in Canada.
Nel 1882 il sindacalista statunitense Peter J. McGuire, dopo aver assistito alle celebrazioni tenutesi a Toronto in ricordo dell'avvenimento, al suo ritorno a New York organizzò il primo Labor Day il 5 settembre dello stesso anno. Nel 1894, su spinta del presidente Cleveland, la festività venne ufficializzata dal Congresso.

## Storia

### Origine
A partire dalla fine del XIX secolo, con la crescita dei movimenti sindacali, diversi gruppi di sindacalisti scelsero una varietà di giorni in cui celebrare il lavoro. Negli Stati Uniti, una festa di settembre chiamata Labor Day fu proposta per la prima volta all'inizio degli anni 1880. Esistono resoconti alternativi sull'origine dell'evento. I discendenti di due uomini con cognomi simili affermano che il loro bisnonno era il vero padre della festa.
Secondo una storia antica del Labor Day, l'evento ebbe origine in connessione con un'Assemblea Generale dei Cavalieri del Lavoro convocata a New York City nel settembre 1882. In connessione con questa assemblea clandestina dei Cavalieri, una parata pubblica di varie organizzazioni sindacali si è svolta il 5 settembre sotto gli auspici del Central Labour Union (CLU) di New York. Il segretario del CLU Matthew Maguire è accreditato per aver proposto per primo che una festa nazionale del Labor Day si tenesse successivamente il primo lunedì di ogni settembre all'indomani di questa manifestazione pubblica di successo.
Una teoria alternativa sostiene che l'idea del Labor Day sia nata da un'idea di Peter J. McGuire, un vicepresidente della Federazione americana del lavoro, che, dopo una visita a Toronto dove ha assistito a parate che celebravano il lavoro quel maggio, aveva avanzato la proposta iniziale nella primavera del 1882. Secondo McGuire, l'8 maggio 1882, fece una proposta alla neonata Central Labour Union di New York City che fosse riservato un giorno per un "generale festa per le classi lavoratrici". Secondo McGuire, ha inoltre raccomandato che l'evento inizi con una parata di strada come dimostrazione pubblica della solidarietà e della forza del lavoro organizzato, con la marcia seguita da un picnic, a cui i sindacati locali partecipanti potrebbero vendere i biglietti come raccolta fondi. Secondo McGuire, ha suggerito il primo lunedì di settembre come data ideale per una tale celebrazione pubblica, a causa del tempo ottimale e della posizione della data sul calendario, a metà strada tra il 4 luglio e le festività del Ringraziamento.
I picnic del Labor Day e altri raduni pubblici spesso prevedevano discorsi di importanti leader sindacali. Nel 1909, la convenzione della Federazione americana del lavoro designò la domenica precedente il Labor Day come "Labor Sunday", da dedicare agli aspetti spirituali ed educativi del movimento operaio. Questa data secondaria non è riuscita a ottenere una trazione significativa nella cultura popolare, sebbene alcune chiese continuino a riconoscerla.

### Riconoscimento legale
La popolarità dell'evento si diffuse in tutto il paese. Nel 1887, l'Oregon divenne il primo stato degli Stati Uniti a rendere il Labor Day un giorno festivo ufficiale. Nel 1894, trenta stati degli Stati Uniti stavano già celebrando ufficialmente il Labor Day. In quell'anno, il Congresso approvò un disegno di legge che riconosceva il primo lunedì di settembre come festa del lavoro e ne faceva una festa federale ufficiale. Il presidente Grover Cleveland ha firmato il disegno di legge il 28 giugno. La legge federale, tuttavia, ne ha reso una vacanza solo per i lavoratori federali. Ancora negli anni '30, i sindacati incoraggiavano i lavoratori a scioperare per assicurarsi che avessero il giorno libero. Tutti gli Stati USA, il distretto di Columbia e i territori degli Stati Uniti hanno successivamente reso il Labor Day una festa legale. Il Labor Day divenne una festa federale poco dopo lo sciopero dei Pullman.

## Labor Day contro May Day

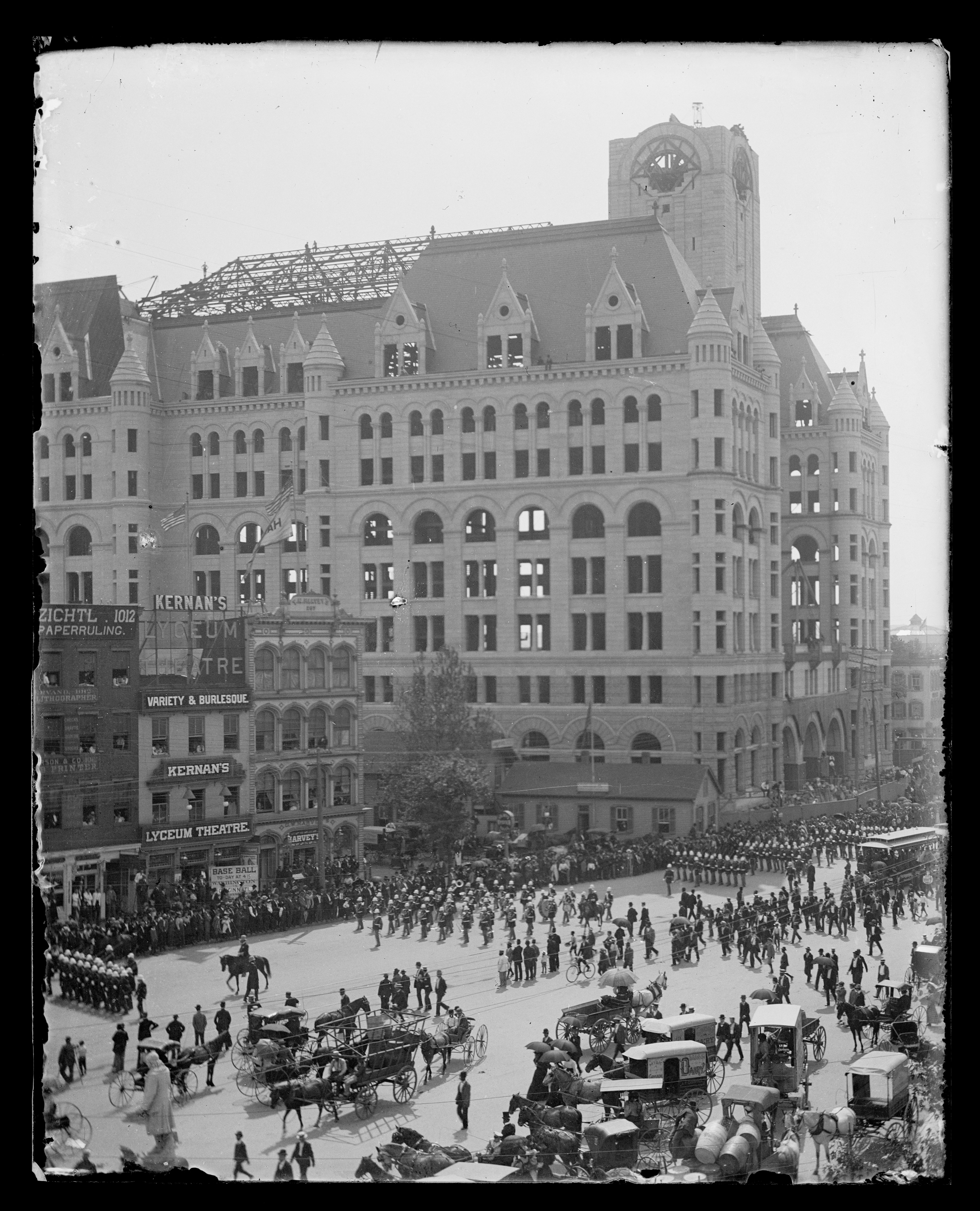
Parata del Labor Day in Pennsylvania Avenue a Washington, circa 1894.

La data del 1º maggio (un'antica festa popolare europea nota come May Day e in Italia corrispondente al Calendimaggio) è emersa nel 1886 come festa alternativa per la celebrazione del lavoro, diventando in seguito nota come Giornata Internazionale dei Lavoratori. La data ebbe origine dalla convenzione del 1885 della Federazione americana del lavoro, che approvò una risoluzione che chiedeva l'adozione della giornata lavorativa di otto ore a partire dal 1º maggio 1886. Sebbene fosse prevista la negoziazione per il raggiungimento della giornata lavorativa ridotta, è stato riconosciuto l'uso dello sciopero per far rispettare questa richiesta, con il 1º maggio sostenuto come data per un'azione di sciopero coordinata. La vicinanza della data alla sanguinosa rivolta di Haymarket del 4 maggio 1886, accentuò ulteriormente la reputazione radicale del May First.
C'era disaccordo tra i sindacati in questo momento su quando dovrebbe essere una festa che celebra i lavoratori, con alcuni che sostenevano la continua enfasi della data della marcia e del picnic di settembre, mentre altri cercavano la designazione della data più politicamente carica del 1º maggio. Il presidente Grover Cleveland era uno di quelli preoccupati che una festa del lavoro il 1º maggio tendesse a diventare una commemorazione della rivolta di Haymarket e potesse rafforzare i movimenti socialisti e anarchici che hanno sostenuto la commemorazione del 1º maggio in tutto il mondo. Nel 1887 sostenne pubblicamente la festa del Labor Day di settembre come alternativa meno infiammatoria, adottando formalmente la data come festa federale degli Stati Uniti attraverso una legge che firmò nel 1894.
Dalla metà degli anni '50, gli Stati Uniti celebrano il Loyalty Day e il Law Day il 1º maggio. A differenza del Labor Day, i giorni festivi legali (in quanto le agenzie governative e la maggior parte delle aziende non chiudono per celebrarli) sono rimasti relativamente oscuri. Il Loyalty Day viene formalmente celebrato in alcune città, mentre alcune associazioni forensi organizzano eventi Law Day per celebrare la rule of Law.

## Fine non ufficiale dell'estate
La festa del lavoro è chiamata la "fine ufficiosa dell'estate" perché segna la fine della stagione culturale estiva. Molti prendono le loro vacanze le due settimane che terminano con il fine settimana immediatamente precedente al Labor Day. Molte attività autunnali, come la scuola e lo sport (in particolare il calcio), iniziano in questo periodo.
Negli Stati Uniti, molti distretti scolastici riprendono le lezioni attorno al fine settimana festivo del Labor Day. Alcuni iniziano la settimana prima, rendendo il fine settimana del Labor Day il primo fine settimana di tre giorni del calendario scolastico, mentre altri iniziano il martedì successivo al Labor Day stesso. Molti distretti del Midwest stanno scegliendo di iniziare la scuola dopo il Labor Day.
Nello stato americano della Virginia, l'industria dei parchi di divertimento ha fatto pressioni con successo per una legislazione che imponga alla maggior parte dei distretti scolastici dello stato di avere il primo giorno di scuola dopo il Labor Day, al fine di dare alle famiglie un altro fine settimana per visitare i parchi di divertimento nello Stato. Lo statuto pertinente è stato soprannominato la "Legge del Dominio dei Re" ("Kings Dominion law"). Questa legge è stata abrogata nel 2019.
Nello stato americano del Minnesota, la State Fair termina il giorno del Labor Day. Secondo la legge statale, le scuole pubbliche normalmente non iniziano prima delle vacanze. Uno dei motivi addotti per questa tempistica è stato quello di concedere agli scolari il tempo di mostrare i progetti 4-H alla Fiera.
Negli sport statunitensi, il fine settimana del Labor Day segna l'inizio di molti sport autunnali. Le squadre della National Collegiate Athletic Association (NCAA) di solito giocano le loro prime partite quel fine settimana, e la National Football League (NFL) tradizionalmente gioca la partita d'inizio il giovedì successivo al Labor Day. La gara automobilistica Southern 500 NASCAR si è tenuta nel fine settimana del Labor Day al Darlington Raceway di Darlington, nella Carolina del Sud dal 1950 al 2003 e dal 2015. All'Indianapolis Raceway Park, la National Hot Rod Association tiene le finali della Gara di drag race NHRA US Nationals quel fine settimana. Il Labor Day è il punto intermedio tra la prima e la seconda settimana degli US Open Tennis Championships che si tengono a Flushing Meadows, New York.
Nella moda, il Labor Day è (o era) considerato l'ultimo giorno in cui è accettabile vestirsi di bianco o seersucker.
Numerosi sono gli eventi e le attività organizzate nelle principali città. Ad esempio, New York offre il Labor Day Carnival e fuochi d'artificio su Coney Island. A Washington, un evento popolare è il concerto del Labor Day al Campidoglio degli Stati Uniti con la National Symphony Orchestra con partecipazione gratuita.

## Vendite del Labor Day
Per approfittare di un gran numero di potenziali clienti con il tempo di fare acquisti, il Labor Day è diventato un fine settimana importante per sconti e abbuoni da parte di molti rivenditori negli Stati Uniti, in particolare per le vendite di materiale scolastico durante il periodo di ritorno a scuola. Alcuni rivenditori affermano che è una delle date di vendita più grandi dell'anno, seconda solo al Black Friday del periodo natalizio.